# Acadèmia Estatal de Música de Belarús
L'Acadèmia Estatal de Música de Belarús (Беларуская дзяржаўная акадэмія музыкі) és una escola de música i educació superior i centre de recerca de musicologia, folklore, estètica, pedagogia musical a Belarús, amb seu a Minsk.
Minsk abans tenia un conservatori, el conservatori de Minsk. Va ser fundat el 1932 i fins al 1992 va ser coneguda com a Conservatori Estatal de Belarús. L'any 2000, l'Acadèmia de Música de Belarús va obtenir la condició d'entitat líder del sistema nacional d'educació en el camp de l'art musical, juntament amb l'Acadèmia de les Arts de Belarús.

## Alumnes notables
- Mieczysław Weinberg va estudiar composició 1939-41
- Anatoli Bogatiriov - compositor, fundador de la moderna Escola Belarussa de composició
- Peter Podkovyrov - compositor
- Vasily Efimov - compositor, director coral, mestre
- Michael Kroshner - composito
- Nicholas Aladov - compositor, educador
- Vladimir Olovnikov - compositor
- Evgeny Glebov - compositor
- Igor Luchenok - compositor
- Dmitry Smolski - compositor, guitarrista
- Andrei Mdivani - compositor
- Galina Gorelova - compositor
- Vyacheslav Kuznetsov - compositor
- Alfàbrega Rainchik - compositor
- Jadwiga Poplavskaya - Cantant, membre del grup "Verasy"
- Oleg Eliseenkov - compositor
- Vladimir Borzov - poeta, compositor i intèrpret de les seves pròpies cançons
- Michael Kazinik - violinist
- Marina Starostenkova - pianista, concertino i mestre de música
- Constantine Yaskov - compositor
- Natalia Mikhailova - director, mestre de cor
- Ivan Kostyakhin - Director de l'Òpera Acadèmica Nacional i Teatre de Ballet de Bielarús
- Eta Tirmand, compositor i mestre de música
- Peter Vandilovsky - Orquestra de Cambra del director del Belarusian Acadèmia Estatal de Música
- Vyacheslav Volich - director de l'Òpera Acadèmica Nacional i Teatre de Ballet de Bielarús
- Vladimir Ovodok - pianista, director del Philharmonic Orquestra de Cambra del Gomel
- Nina Zuev - vocalista, Donetsk Acadèmia de Música Estatal.
- Julia Starostenkova - Pianista, concertino, mestre de música
- Angelina Tkatcheva - jugador de cimbalom

## Mestres notables
- Vassili Zolotariov - Compositor i pedagog, alumne de Rimsky-Korsakov
- Anatoli Bogatiriov - fundador de la moderna Escola Belarussa de composició, compositor, educador, activista social
- Vladimir Olovnikov - compositor i educador
- Ludmila Kolos - cantant, professor
- Lydia Muharinskaya - musicòleg i folklorista
- Nina Yudenich - musicòleg
- Victor Rovdo - director de coral
- Nicholas Vikentievich Proshko - cantant, compositor, mestre i director
- Kaleria Stepantsevich - musicòleg
- Vitaly Kataev - director
- Mikhail Kozinets
- Michael Drinevsky - director de coral
- Valery Shatsky - pianista
- Igor Olovnikov - pianista
- Yuri Gildyuk - pianista
- Eugene Gladkov - folk música
- Galina Osmolovskaya - Intèrpret de folk música
- Marina Ilyina - intèrpret de folk música
- Nicholas Sevryukov - música folklòrica
- Tamara Nizhnikova - vocalista
- Irina Shikunova - vocalista
- Victor Skorobogatov - vocalista
- Eta Tirmand, compositora i mestra de música
- Vladimir Budkevich - intèrpret d'instruments de vent
- Gennady Zabara - intèrpret d'instruments de vent
- Anna Zelenkova - director de coral
- Larissa Shimanovich - director
- Vladimir Skorokhodov - clarinetista
- Valentin Chaban - professor
- Vladimir Perlin - violoncel·lista
- Leonid Petrovich Yushkevich - professor, pianista, mestre de piano[3]